# (34328) 2000 QR204
2000 QR204 (asteroide 34328) é um asteroide da cintura principal. Possui uma excentricidade de 0.07493660 e uma inclinação de 4.40443º.
Este asteroide foi descoberto no dia 31 de agosto de 2000 por LINEAR em Socorro.